# Джанкарло Ґуерріні
Джанкарло Ґуерріні (італ. Giancarlo Guerrini; 29 грудня 1939 — 21 березня 2025) — італійський ватерполіст.
Олімпійський чемпіон 1960 року, учасник 1964, 1968 років.